# Toma de Santo Domingo (1586)
La invasión o toma de Santo Domingo de 1586 fue llevada a cabo por los ingleses, que invadieron la ciudad española de las Indias durante un mes. Estos se marcharon después de que España pagara 25.000 ducados y tras saquear la ciudad a su antojo. El corsario Francis Drake participó activamente durante la invasión.

## Historia
El 15 de septiembre de 1585 parte de Plymouth, Inglaterra, una flota de 23 barcos y unos 2.300 hombres. El buque insignia era el Elizabeth Bonaventura, capitaneado por Thomas Venner. En el Primrose iba el vicealmirante Martin Frobisher, el contralmirante Francis Knollys iba en el Leicester y el teniente general de las fuerzas de tierra Christopher Carleill en el Tiger. En la expedición también iba el famoso marinero Francis Drake.
La flota se dirigió por el Atlántico hacia las islas de Bayona y atacó Vigo. Posteriormente se dirige a las islas de Cabo Verde, de Portugal, donde saquearon la ciudad de Santiago. A comienzos de enero de 1586 llegaron a Santo Domingo. En boca de Haina desembarcaron unos 700 ingleses y se dirigieron a Santo Domingo. Los habitantes de Santo Domingo formaron milicias y prepararon las municiones de la fortaleza. Mandaron un contingente de 30 jinetes a luchar contra los ingleses, pero perdieron el combate y tuvieron que retirarse. La mayoría de los habitantes huyeron de la ciudad llevándose oro, joyas y otros objetos de valor. También se retiraron el presidente de la Real Audiencia y capitán General de La Española, Cristóbal de Ovalle, junto con Juan Melgarejo, que era alguacil mayor de Santo Domingo, en un bote y se dirigieron a las afueras de la ciudad a la zona de Peralvillo, La Jagua y Guanuma donde mandaron cartas a Cuba y a la Corte Española en Madrid.
El 11 de enero de 1586, las tropas inglesas, comandadas por Christopher Carleill, se hacen con la ciudad y el día 12 se tomó la Fortaleza Ozama, saliendo los que quedaban en ella por unos caños. Solamente hubo un muerto en la toma de la ciudad, el bachiller Francisco Tostado, que muere por un disparo hecho desde un barco. Durante la invasión de la ciudad, un mensajero inglés muere atropellado, por lo que se ahorcará a dos frailes dominicos y es por esto que la actual Calle Duarte de Santo Domingo se llamó en su momento Calle de los Mártires.
En la ciudad encuentran pocas cosas de valor, pero muchos víveres. Una vez allí, comienzan el saqueo y destrucción de la ciudad e incendian varios barcos españoles que se encontraban en el puerto. Los ingleses instalan su cuartel general en la Catedral, que usarán también como cárcel y almacén. Los españoles iniciaron negociaciones, y se acordó el pago de 25.000 ducados para que abandonaran la ciudad. Tras el pago, abandonaron la ciudad el 10 de febrero de 1586, aunque Francis Drake se lleva también las campanas de las iglesias, la artillería de las fortalezas, los cueros y el azúcar, y varios barcos que no habían sido quemados.
La flota se dirigió posteriormente a Cartagena de Indias, ciudad que tomó y tras lo cual se consiguió un rescate de 107.000 ducados. Después de este ataque, los españoles comenzaron a usar un sistema de buques de alarma o de avisos para tener una buena comunicación entre España y las Indias y se invirtió mucho dinero en la mejora de las fortalezas de todo el Caribe.